# 野本古墳群
野本古墳群（のもとこふんぐん）は、埼玉県東松山市にある古墳群。
前方後円墳1基と円墳7基の計8基で構成され、このうち3基（久保原古墳・上川入古墳・野本7号墳）で発掘調査が行われている。
- 野本将軍塚古墳（野本1号墳） - 前方後円墳。全長115m。
- 久保原古墳（野本2号墳） - 円墳。直径32m。両袖型横穴式石室。耳環2、鉄片、須恵器出土。
- 上川入古墳（野本3号墳） - 円墳。直径22m。横穴式石室。刀子2、耳環2、土製丸玉21、土製棗玉3出土。
- 野本4号墳
- 野本5号墳
- 野本6号墳
- 野本7号墳
- 野本8号墳